# Ben-Ahin
Ben-Ahin (wa. Bin, Bèn-Ahin) – dzielnica (section) miasta Huy w Belgii, w Regionie Walońskim, w prowincji Liège, w okręgu Huy. 1 stycznia 2020 roku liczyła 3620 mieszkańców. Do 31 grudnia 1976 r. samodzielna gmina. 

## Demografia
Liczba mieszkańców, stan na 1 stycznia:
| Rok                | 1930 | 1947 | 1961 | 2020 |
| ------------------ | ---- | ---- | ---- | ---- |
| Liczba mieszkańców | 2656 | 2538 | 2535 | 3620 |